# Tikopia
Tikopia – wyspa w prowincji Temotu państwa Wyspy Salomona. 
Jest odrębna kulturowo od pozostałych części archipelagu.
Badania antropologiczne mieszkańców wysp prowadził w latach 1928, 1952, 1966 i 1972 Raymond Firth, nowozelandzko-brytyjski antropolog społeczny. Jego liczne studia poświęcone Tikopii miały istotny wpływ na rozwój antropologii ekonomicznej.